# The Stone Roses
The Stone Roses was een Engelse alternatieve rockband. Samen met Happy Mondays en New Order vormden The Stone Roses rond 1990 de kern van de Madchester-scene in Manchester. Deze scene kenmerkte zich door het combineren van twee populaire stromingen in de stad; jaren 60-gitaarrock met house. De band wordt gezien als een van de pioniers van de latere britpop.
Het eponieme debuutalbum werd uitgebracht in 1989. The Stone Roses kon rekenen op positieve recensies en wordt door meerdere critici als klassieker en een van de beste Britse albums ooit beschouwd. Ook de van het album afkomstige liederen Fools gold — niet op alle versies van het album aanwezig — en I wanna be adored belandden op meerdere top-lijsten.
Vanwege het succes wilde de band tekenen bij een groter platenlabel. Dit leidde tot juridisch getouwtrek waarna de band tekende bij Geffen. De band stak echter weinig energie in nieuw werk. Na drie jaar eiste Geffen dat er een album zou komen. In 1994 verscheen dan eindelijk Second coming. Dit album, dat muzikaal een andere weg insloeg dan het debuutalbum, kreeg gemengde reacties van critici. Na diverse wijzigingen in de bezetting en aanzwengelende kritiek op live-uitvoeringen werd de band in 1996 opgeheven.
Tijdens een persconferentie op 18 oktober 2011 werd een hereniging van de band aangekondigd. Er volgde een wereldtournee in 2012 en er waren geruchten over een derde studioalbum. In 2013 verscheen een documentaire over de reünie. In 2016 werden voor het eerst in jaren singles uitgebracht, maar in juni 2017 deed zanger Ian Brown uitspraken die deden vermoeden dat de band weer uit elkaar ging. Sinds die tijd is er geen nieuw materiaal meer uitgebracht.

## Geschiedenis

### Oprichting, debuutalbum en doorbraak (1983-1992)
Tussen 1983 en 1986 werden er diverse bands opgericht door John Squire en Andy Couzens, aangevuld met verschillende andere artiesten. Op 23 oktober 1984 werd er voor het eerst onder de naam The Stone Roses opgetreden. In 1988 en 1989 werden liederen opgenomen voor het eponieme debuutalbum The Stone Roses dat later in 1989 werd uitgebracht. Hoewel het album in eerste instantie geen commercieel succes was, groeide het na verloop van tijd uit tot een klassieker. Het wordt door critici gezien als een van de beste Britse albums aller tijden. Zo gaf Pitchfork het album een maximale score van 10. NME riep het album in 2006 uit tot beste Britse album aller tijden. De krant The Observer hield in 2004 een enquête onder honderd Britse muzikanten en muziekjournalisten naar het beste Britse album ooit, waarbij het album van The Stone Roses op nummer 1 eindigde.
De bezetting in de succesperiode bestond uit zanger Ian Brown, gitarist John Squire, drummer Alan "Reni" Wren en bassist Gary "Mani" Mounfield.

### Second comingen opheffing (1992-1996)
Na hun eerste album volgde een periode van vijf jaar stilte, waarin The Stone Roses met een rechtszaak probeerden onder hun vijfjarig contract bij het label Silvertone uit te komen. Dit lukte en de groep kwam onder contract bij Geffen te staan, waar zij aan hun tweede en laatste album gingen werken. Second coming verscheen eind 1994 en kreeg gemengde reacties. De nadruk bij dit album lag op het gitaarwerk van John Squire waardoor het een dirty blues-geluid kreeg, terwijl het debuutalbum pop-georiënteerd was. De periode voor de verschijning van Second coming stond voornamelijk in het teken van interne spanningen, rechtszaken en overmatig drugsgebruik. Love spreads, de eerste single van Second coming, was een succes en reikte tot de tweede plaats in de UK Singles Chart, de hoogste positie ooit voor een single van The Stone Roses in het Verenigd Koninkrijk.
Terwijl Engeland in de ban van de britpop raakte, werd 1995 voor The Stone Roses het jaar waarin Reni vertrok (hij werd vervangen door Robbie Maddix) en veel concerten niet doorgingen, omdat John Squire in de aanloop naar het Glastonbury Festival zijn sleutelbeen brak. In 1996 stapte ook hij op om verder te gaan met The Seahorses. Ian Brown en Gary Mounfield bleven over als oorspronkelijke leden, maar na een desastreus verlopen concert tijdens het Reading-festival besloten zij het ook voor gezien te houden.

### Solocarrières
Nadat de band werd opgeheven sloot Gary Mounfield zich aan bij Primal Scream; John Squire maakte na het uiteenvallen van The Seahorses een paar soloalbums die weinig succesvol waren, daarna heeft hij zich toegelegd op het schilderen. Reni zat kortstondig in The Rub, maar heeft daarna weinig meer van zich laten horen.
De solocarrière van Ian Brown is tot dusver het meest succesvol. Lange tijd weigerde hij om Stone Roses-nummers te spelen, maar toen er hardnekkige geruchten over een reünie de kop opstaken laste hij een integrale uitvoering van The Stone Roses in.

### Reünie (2011-heden)

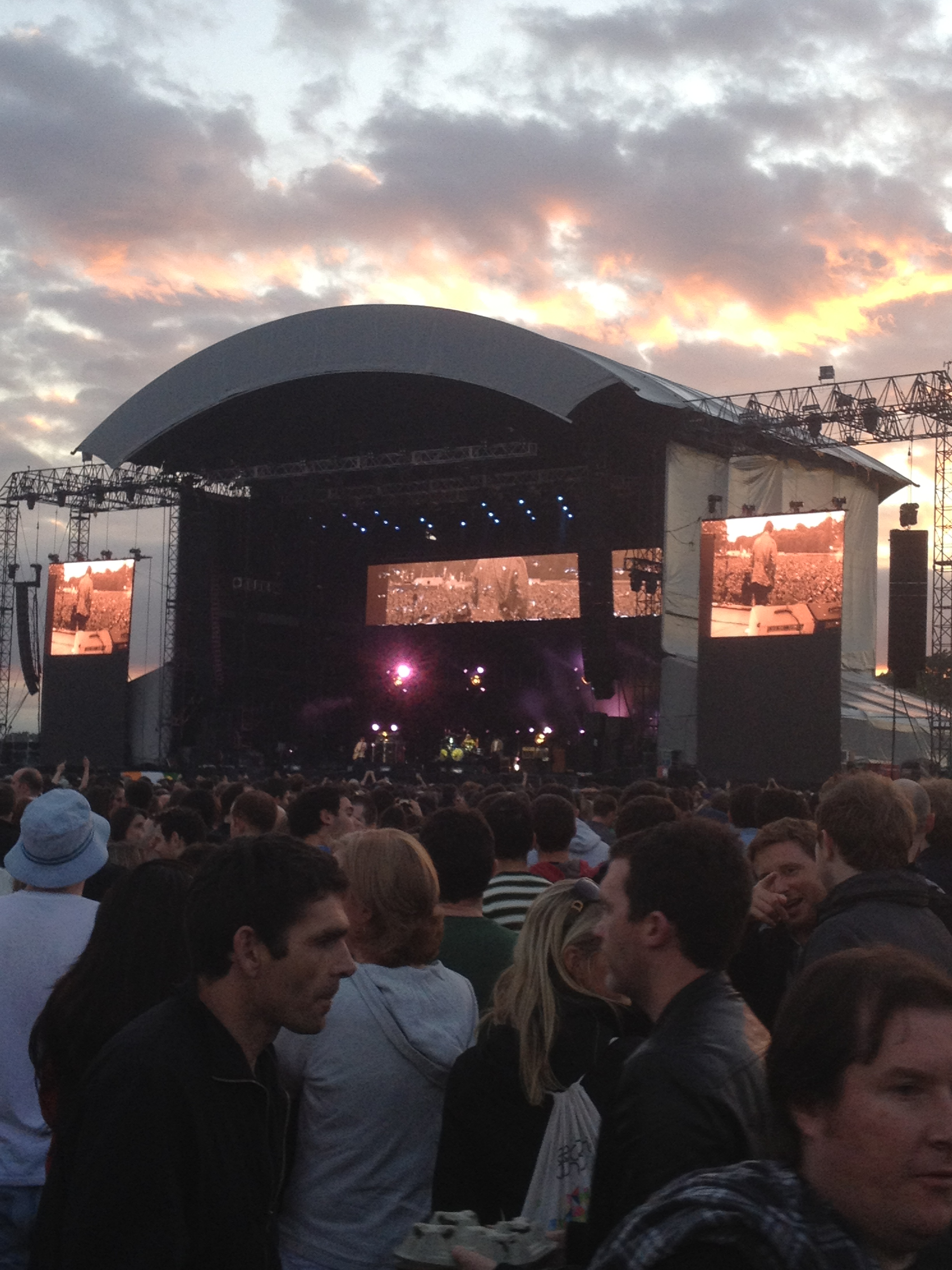
The Stone Roses tijdens een optreden in Ierland in 2012

Op 18 oktober 2011 maakte de band via een persconferentie bekend weer samen te komen in de succesvollste bezetting met Brown, Squire, Mani en Reni. De jarenlange vete tussen Ian Brown en John Squire werd bijgelegd na een ontmoeting op de begrafenis van Mani's moeder. Een wereldtournee werd gepland ter voorbereiding van drie concerten in thuisbasis Manchester. Ook werd er inmiddels gewerkt aan nieuw studiomateriaal.
Op 2 december 2011 stonden Ian Brown en John Squire voor het eerst sinds 1996 weer samen op het podium, tijdens de Justice Tonight-show in Manchester deelden ze het podium met Mick Jones van The Clash. Ze speelden Elizabeth my dear en Bankrobber. Diezelfde maand maakte de band bekend een platencontract te hebben getekend bij Universal Music London en Columbia Records New York.
De reünietournee van The Stone Roses was nog maar net van start gegaan, of er was al sprake van onenigheid. Drummer Reni verliet op 12 juni 2012 het podium in Amsterdam en weigerde terug te keren voor een toegift, waarna zanger Ian Brown zich bij het publiek kwam verontschuldigen en duidelijk maakte dat Reni geen zin meer had. De drie "homecoming shows" op 29, 30 juni en 1 juli 2012 voor 225.000 mensen in Heaton Park, Manchester waren een succes. De reünietournee is onderwerp van de documentaire The Stone Roses: Made of stone, van regisseur Shane Meadows, uit 2013.
De verwachting was dat de band in 2013 een nieuw studioalbum uit zou brengen, maar pas in 2016 verschenen de singles All for one en Beautiful thing het eerste nieuwe materiaal in meer dan twintig jaar. In 2017 gingen The Stone Roses weer op tournee; volgens een uitspraak van Ian Brown tijdens het slotconcert in Glasgow zou dit de laatste keer zijn geweest dat de band optrad, maar dat is niet officieel bevestigd.

## Imago
De band had het imago arrogant te zijn en was een nachtmerrie voor de journalisten tijdens interviews. Het stempel van arrogantie hadden ze voornamelijk te wijten aan het zelfvertrouwen dat ze uitstraalden en controversiële uitspraken. Zo weigerden ze om in het voorprogramma van The Rolling Stones te spelen omdat ze zichzelf beter vonden. Tijdens interviews en persconferenties vielen lange stiltes, korte antwoorden en een ongeïnteresseerde houding zorgden voor ongemakkelijke situaties.
Legendarisch is het befaamde Spike Island-concert waar journalisten van over de hele wereld op af waren gekomen. De persconferentie eindigde in een chaos waarin band en journalisten elkaar over en weer beschuldigden. Desondanks was de band razend populair en verwierf een cultstatus, mede omdat de band hun working class-afkomst uit Manchester bleef uitdragen.

## Bezetting

### Huidige bezetting
- Ian Brown – zang (1983–1996, 2011–heden)
- John Squire – gitaar (1983–1996, 2011–heden)
- Gari 'Mani' Mounfield – basgitaar (1987–1996, 2011–heden)
- Alan 'Reni' Wren – drumstel (1984–1995, 2011–heden)

### Oud-leden
- Pete Garner – basgitaar (1983–1987)
- Andy Couzens – slaggitaar, achtergrondzang (1983–1986)
- Simon Wolstencroft – drumstel (1983–1984)
- Rob Hampson – basgitaar (1987)
- Robbie Maddix – drumstel, achtergrondzang (1995–1996)
- Nigel Ippinson – keyboard, achtergrondzang (1995–1996)
- Aziz Ibrahim – gitaar (1996)

## Discografie
| Titel           | Uitgebracht     | Label      | Hitlijsten | Hitlijsten | Hitlijsten |
| Titel           | Uitgebracht     | Label      | BE (VL)    | NL         | VK         |
| --------------- | --------------- | ---------- | ---------- | ---------- | ---------- |
| The Stone Roses | 13 maart 1989   | Silvertone | —          | 44         | 19         |
| Second coming   | 5 december 1994 | Geffen     | —          | 61         | 4          |

### NPO Radio 2 Top 2000
| Nummer met noteringen in de NPO Radio 2 Top 2000 | '14  | '15  | '16  | '17  |
| ------------------------------------------------ | ---- | ---- | ---- | ---- |
| Fools gold                                       | 1661 | 1840 | 1932 | 1997 |

1. ↑  Een vetgedrukt getal geeft de hoogste notering aan.
2. ↑  2014 was het eerste jaar met een notering voor dit nummer.
3. ↑  Deze tabel is bijgewerkt tot en met de meest recente editie (2024).

## Filmografie
| Titel                          | Soort        | Première | Regisseur     |
| ------------------------------ | ------------ | -------- | ------------- |
| The Stone Roses: Made of stone | Documentaire | 2013     | Shane Meadows |